# Staffan Holmgren
Hans Staffan Holmgren, född 15 maj 1944, död 9 maj 2024, var en svensk journalist och översättare från engelska, inte minst av engelskspråkig dramatik, såsom Howard Barker. Från 1976 levde han samman med översättaren Maria Ortman.

## Översättningar (urval)
- Ann Beattie: Djupt i vinterkylan (Chilly scenes of winter) (översatt tillsammans med Maria Ortman) (Bonnier, 1977)
- Walker Percy: Biobesökaren (The moviegoer) (Norstedt, 1980)
- Tom Wolfe: Rätta virket (The right stuff) (Norstedt, 1982)
- György Konrád: Antipolitik (Antipolitics) (översatt tillsammans med Maria Ortman) (Alba, 1985)
- V.S. Pritchett: Universalmänniskan & andra författare (Umbra solis,1995)
- Harold Bloom: Den västerländska kanon: böcker och skola för eviga tider (The Western canon) (Symposion, 2000)
- Harold Bloom: Hur du ska läsa, och varför (How to read and why) (Wahlström & Widstrand, 2001)

## Priser och utmärkelser
- 2000 – De Nios översättarpris
- 2004 –  Svenska Akademiens översättarpris[1]